# Claudia Schiffer
Claudia Schiffer (født 25. august 1970 i Rheinberg, Nordrhein-Westfalen, Tyskland) er en tysk supermodel og skuespiller, der var særligt populær i 1990'erne og som til dato stadig er en af verdens mest succesfulde modeller; hun har optrådt på over 500 magasinforsider..
Schiffer debuterede som model i 1987 efter at være blevet opdaget på en natklub i Düsseldorf. Hun optrådte efter få uger i Elle og begyndte hurtigt at få jobs for Chanel. Tidligt i 1990'erne var hun det amerikanske jeansmærke Guess?' ansigt udadtil, ligesom hun optrådte i flere film samt i Westlife's musikvideo Uptown Girl. 
Hun var længe forlovet med illusionisten David Copperfield, som hun levede sammen med 1994-1999, men som hun aldrig blev gift med. I 2002 blev hun i gift med filmproducenten Matthew Vaughn. Parret har tre børn, Caspar Matthew (født 2003), Clementine (født 2004) og Cosima (født 2006)